# Bisonalveus
Bisonalveus — вимерлий рід схожих на землерийок ссавців, які, імовірно, мешкали на землі та харчувалися рослинами й комахами. Скам'янілості Bisonalveus були виявлені у верхній частині Великої рівнини Північної Америки, включаючи місця в сучасному Вайомінгу, Північній Дакоті, Монтані та Альберті. Скам'янілості були датовані 60 мільйонами років тому, під час тиффанського північноамериканського етапу епохи палеоцену. Bisonalveus — останній відомий рід підродини Pentacodontinae, який виник, замінивши рід Coriphagus у ранньому тіффані. Сам Bisonalveus, здається, вимер до середини тіффанського періоду.
Bisonalveus представлений двома відомими видами: B. browni (Gazin, 1956) і B. holtzmani (Gingerich, 1983).